# Íllora
Íllora è un comune spagnolo di 10 514 abitanti situato nella comunità autonoma dell'Andalusia.

## Geografia fisica
Lungo il confine meridionale scorre il Genil.